# Milagros Pelegrín
Milagros Pelegrín Bañuls (Elche, siglo XX - siglo XX) fue una política española.

## Biografía
Militante de Unión Republicana y presidenta de la Unión de Mujeres Antifascistas, viajó en septiembre de 1936, al frente de Madrid en compañía de las también militantes de Unión Republicana Matilde Iborra y Antonia Castellano, con el objetivo de entregar al Batallón Martínez Barrio 8.000 piezas de abrigo. También trabajó como cocinera del Hospital Municipal de Elche desde los días siguientes al 20 de febrero de 1936, cuando las monjas que  trabajaban fueron sustituidas por mujeres contratadas por el Ayuntamiento de Elche.
Fue consejera municipal de este organismo desde el 22 de junio de 1938 hasta el 10 de agosto de 1938, y se ocupó de los departamentos de Plazas y Mercados, y Beneficencia y Sanidad. A pesar de que no fue infrecuente que consejeros municipales ilicitanos ocuparan más de un cargo, en el caso de Milagros Pelegrín el Consejo Municipal le planteó un problema de incompatibilidad para ser cocinera del Hospital Municipal. Ya como consejera, solicitó el cargo de inspectora de enfermeras del mencionado hospital, pero el Consejo Municipal no  accedió. Unión Republicana llegó a abandonar temporalmente el Consejo Municipal después de que expedientaran a Milagros Pelegrín por incomparecencia al puesto de trabajo.
Cuando acabó la guerra, estuvo un mes en la prisión pero no llegó a ser juzgada. A partir de entonces, no tuvo ninguna actuación política hasta la muerte.